# Аллегория целомудрия (картина Лоренцо Лотто)
Аллегория целомудрия, или Аллегория бдительного сна души (итал. L'Allegoria della Castità o Allegoria del sonno vigilante dell'Anima) — картина живописца венецианской школы периода маньеризма Лоренцо Лотто. Написана маслом на дереве (42,9 х 33,7 см), датирована примерно 1505 годом. Хранится в Национальной галерее искусства в Вашингтоне.

## История
Картина известна с XIX века, когда она находилась в коллекции Кастельбарко в Милане; затем она была продана в 1887 году сэру Уильяму Мартину Конвею, который перевёз её в свой замок Аллингтон в графстве Кент, Англия. Далее картина находилась в собственности Алессандро Контини-Бонакосси, который продал её 4 октября 1934 года Сэмюэлю Х. Крессу. Последний перевёз произведение Лотто в Соединённые Штаты Америки и в 1939 году подарил его зарождающемуся музею в Вашингтоне.

## Атрибуция и иконография
Картина «Аллегория целомудрия» датируется 1505 годом на основе стилевого и тематического сходства с «обложкой» Портрета епископа Бернардо де Росси, на которой изображена «Аллегория добродетели и порока». Поэтому предполагается, что эта аллегория также была «обложкой» неопределённого портрета, возможно, «Женского бюста», хранящегося в Музее изящных искусств в Дижоне. В тот период Лотто был молодым протеже епископа Тревизо, собравшего вокруг себя небольшой кружок писателей и художников.
Рентгенографический анализ вскрыл подготовительный рисунок, отличающийся от того, что было написано, и сходный с другой композицией художника, которая интерпретируется как «Геркулес на распутье»: ещё один сюжет, связанный с темой противопоставления добродетели и порока.
Фоном для картины послужил лесной пейзаж, а сияние заката напоминает некоторые пейзажи Джорджоне и акварели Альбрехта Дюрера.
В центре, освещённая таинственным светом, изображена молодая женщина, одетая в белое с золотом, безвольно склонившаяся к лавровому дереву. Эта фигура созвучна ощущению тишины, приостановленному состоянию очищающего видения, которое далеко от бессознательного погружения в сон. Путто (маленький мальчик или ангел?) «льёт» с неба каскад белых цветов; возможно, этот образ навеян стихами Петрарки «Чистые, свежие и сладкие воды».
Сатиресса, появляющаяся за деревом, и сатир на переднем плане справа олицетворяют соответственно опасности плотской любви и опьянения, которые, однако, игнорируются задумчивой девой. Картина показывает, что Лоренцо Лотто был знаком с распространёнными аллегориями бодрствования во время сна. Однако оригинальность персонажей и композиционная свобода демонстрируют типичную для Лотто изобретательность и иронию.